# Kungsbacka kommun
För andra betydelser, se Kungsbacka (olika betydelser).
Kungsbacka kommun är den nordligaste kommunen i Hallands län och den befolkningsmässigt näst största i både Hallands län och inom Göteborgsregionen.  Centralort är Kungsbacka.
Kommunen är belägen längs kusten mot Kattegatt och dess natur är mycket omväxlande. I början av 2020-talet dominerades det lokala näringslivet av den offentliga sektorn. 
Sedan kommunen bildades 1971 har befolkningstrenden varit starkt positiv. Politiken har dominerats av de borgerliga partierna.

## Administrativ historik
Kommunens område motsvarar socknarna Fjärås, Frillesås, Förlanda, Gällinge, Hanhals, Idala, Landa, Onsala, Släp, Tölö, Vallda, Älvsåker och Ölmevalla. I dessa socknar bildades vid kommunreformen 1862 landskommuner med motsvarande namn. Inom området fanns även Kungsbacka stad som 1863 bildade en stadskommun.   
Vid kommunreformen 1952 bildades ett antal "storkommuner" i området: Fjärås (av de tidigare kommunerna Fjärås, Förlanda och Hanhals), Löftadalen (av Frillesås, Gällinge, Idala, Landa och Ölmevalla), Onsala (oförändrad), Särö (av Vallda och Släp) samt Tölö (av Tölö och Älvsåker). Kungsbacka stad förblev då opåverkad. 1969 införlivades dock Tölö landskommun i staden.
Kungsbacka kommun bildades vid kommunreformen 1971 av Kungsbacka stad och Särö landskommun. 1974 införlivades kommunerna Fjärås, Löftadalen och Onsala.
Kommunen ingick under 1971 i Hallands norra domsaga och den ingår sedan 1972 i Varbergs domsaga.
Kommunen ingår i Storgöteborg och är medlem av Göteborgsregionens kommunalförbund.

## Geografi
Kommunen ligger i norra delen av landskapet Halland. Den gränsar i söder till Varbergs kommun i Hallands län, i väster till Kattegatt, i norr till Göteborgs och Mölndals kommuner i Västra Götalands län, samt i öster till Marks kommun i Västra Götalands län. I riktning från nordöst till sydväst rinner Kungsbackaån som har sitt utlopp i Kungsbackafjorden, något lite söderut rinner Rolfsån ut.

### Topografi och hydrografi
Kommunen är belägen längs kusten mot Kattegatt och dess natur är mycket omväxlande. Klippiga skärgårdsöar, vilket inkluderar Onsalahalvön, med en mager kusthedsvegetation dominerar i väster. Det övergår i ett sprickdalslandskap längre in i landet. Där märks Kungsbackafjorden, med uppodlade områden i de inre dalgångarna. Vid Tjolöholm finns ett välbevarat odlingslandskap och betade strandängar. Barrskog varvat med myrar och sjöar dominerar på de inre höglänta delarna.
Nedan presenteras andelen av den totala ytan 2020 i kommunen jämfört med riket.
|  | Bebyggelse (12,2 %) |

|  | Skog (52,0 %) |

|  | Öppen myrmark (1,9 %) |

|  | Jordbruksmark (19,8 %) |

|  | Övrig mark (14,1 %) |

|  | Bebyggelse (3,1 %) |

|  | Skog (68,0 %) |

|  | Öppen myrmark (7,2 %) |

|  | Jordbruksmark (7,4 %) |

|  | Övrig mark (14,3 %) |

### Naturskydd
År 2023 fanns 18 naturreservat i Kungsbacka kommun. Bland dessa Sandsjöbacka naturreservat som är Hallands nordligaste reservat. Det består av ett hedlandskap präglat av bete och ljungbränning. I reservatet finns varierande vandringsleder, den längsta är 22 kilometer. Den traditionella gårdsbebyggelsen i byn Grönabur är av stor betydelse för miljön. Ett annat exempel är Fjärås bräcka som inkluderar en moränås som skapades av inlandsisen för 12 000 år sedan.  Därifrån ser man ut över Fjäråsbygden. Även Nidingen är ett naturreservat som inkluderar en fyr. På fyrplatsen finns flera  byggnadsminnen samt en fågelstation.

### Administrativ indelning
Fram till 2016 var kommunen för befolkningsrapportering indelad i 13 församlingar:
| De 13 församlingarna i Kungsbacka kommun |
| --- |
| - Fjärås-Förlanda församling - Frillesås församling - Gällinge församling - Idala församling - Kullaviks församling - Kungsbacka-Hanhals församling - Landa församling - Onsala församling - Släps församling - Tölö församling - församling - Älvsåkers församling - Ölmevalla församling |

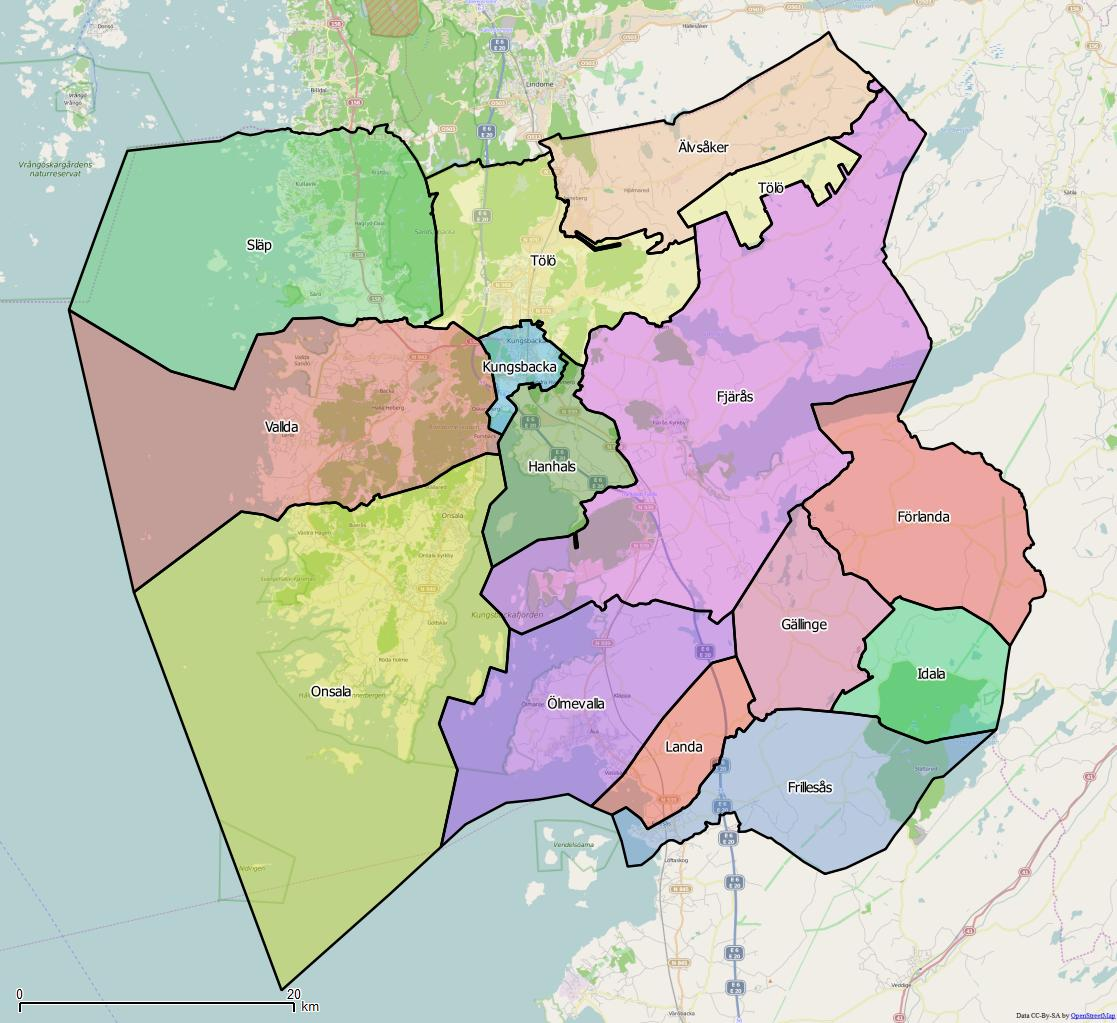
Distrikt inom Kungsbacka kommun

Från 2016 indelas kommunen istället i 14 distrikt:
| De 14 distrikten i Kungsbacka kommun |
| --- |
| - Fjärås - Frillesås - Förlanda - Gällinge - Hanhals - Idala - Kungsbacka - Landa - Onsala - Släp - Tölö - Vallda - Älvsåker - Ölmevalla |

#### Kommundelar
Kungsbacka kommun delas in i åtta planeringsområden (kommundelar). 31 december 2016 var antalet invånare per del: Kungsbacka stad (21 617), Onsala (14 237), Släp (11 978), Åsa/Frillesås (9 994), Vallda (8 581), Fjärås (6 070), Älvsåker (5 687) och Gällinge (2 202).

### Tätorter
Det finns 17 tätorter i Kungsbacka kommun.
I tabellen presenteras tätorterna i storleksordning per den 31 december 2015. Centralorten är i fet stil.
| Nr | Tätort                                                        | Befolkning |
| -- | ------------------------------------------------------------- | ---------- |
| 1  | Göteborg, delen i denna kommun, inkl. centralorten Kungsbacka | 23 934     |
| 2  | Onsala                                                        | 12 275     |
| 3  | Billdal, delen i denna kommun                                 | 10 434     |
| 4  | Åsa                                                           | 6 084      |
| 5  | Vallda                                                        | 3 929      |
| 6  | Fjärås kyrkby                                                 | 2 385      |
| 7  | Frillesås                                                     | 2 382      |
| 8  | Halla Heberg                                                  | 1 647      |
| 9  | Västra Hagen                                                  | 1 319      |
| 10 | Hagryd-Dala                                                   | 875        |
| 11 | Buerås                                                        | 754        |
| 12 | Röda holme                                                    | 654        |
| 13 | Gundal och Högås                                              | 631        |
| 14 | Kläppa                                                        | 625        |
| 15 | Sätinge                                                       | 338        |
| 16 | Hjälm                                                         | 272        |
| 17 | Fjärås station                                                | 200        |

## Styre och politik

### Styre
Kungsbacka är medlem i Göteborgsregionens kommunalförbund. Kommunen har styrts av de borgerliga partierna sedan kommunen bildades 1971, åren 1974–1980 med kommunstyrelsens ordförande från Centerpartiet och åren 1989–1991 från Folkpartiet och övriga år från Moderaterna.

### Kommunfullmäktige

#### Presidium
| Presidium 2022–2026    | Presidium 2022–2026 | Presidium 2022–2026 |
| ---------------------- | ------------------- | ------------------- |
| Ordförande             | M                   | Thure Sandén        |
| Förste vice ordförande | KD                  | Marie Wadström      |
| Andre vice ordförande  | S                   | Lars Eriksson       |

#### Mandatfördelning 1970–2022
| 13 | 10 | 10 | 8 |

| 35 | 6 |

|  | 14 | 17 | 7 | 10 |

| 42 | 7 |

|  | 13 | 16 | 8 | 11 |

| 36 | 13 |

|  | 13 | 15 | 7 | 14 |

| 41 | 10 |

|  | 15 | 13 | 5 | 17 |

| 37 | 14 |

| 14 |  | 10 | 10 | 16 |

| 33 | 18 |

|  | 16 | 5 | 11 | 11 | 17 |

| 36 | 25 |

| 13 |  | 4 | 9 | 9 | 3 | 21 |

| 42 | 19 |

|  | 16 | 4 | 11 | 6 |  | 20 |

| 36 | 25 |

| 3 | 14 |  |  | 7 | 5 | 7 | 21 |

| 35 | 26 |

| 3 | 14 |  |  | 7 | 10 | 6 | 17 |

| 31 | 30 |

|  | 12 |  |  | 4 | 7 | 7 | 5 | 21 |

| 34 | 27 |

|  | 10 | 4 | 3 | 4 | 5 | 7 | 3 | 24 |

| 36 | 25 |

|  | 10 | 4 | 6 | 3 | 7 | 6 |  | 21 |

| 34 | 27 |

|  | 9 |  | 9 |  | 8 | 6 | 4 | 19 |

| 35 | 26 |

|  | 12 |  | 10 |  | 6 | 4 | 4 | 19 |

| 37 | 24 |

### Nämnder

#### Kommunstyrelse
Kommunstyrelsen utgörs av 15 ordinarie ledamöter. Under kommunstyrelsen finns ett utskott, Kommunstyrelsens arbetsutskott.
| Presidium 2022–2026    | Presidium 2022–2026 | Presidium 2022–2026 |
| ---------------------- | ------------------- | ------------------- |
| Ordförande             | M                   | Lisa Andersson      |
| Förste vice ordförande | C                   | Fredrik Hansson     |
| Andre vice ordförande  | S                   | Magdalena Sundqvist |

#### Lista över kommunstyrelsens ordförande
- Gösta Svensson (M) 1971–1972
- Carl-Axel Gilljam (M) 1972–1973
- Ivar Franzén (C) 1974–1979
- Christer Samuelsson (C) 1980–1982
- Ingvar Eliasson (M) 1983–1988
- Thore Jeppsson (M) 1988
- Tommy Rydfeldt (L) 1989–1991
- Roger Larsson (M) 1992–2002
- Per Ödman  (M) 2003–2014
- Hans Forsberg (M) 2015–2020
- Lisa Andersson (M) 2020–

#### Övriga nämnder
| Nämnd                                 | Ordförande | Ordförande         | Förste vice ordförande | Förste vice ordförande | Andre vice ordförande | Andre vice ordförande    |
| ------------------------------------- | ---------- | ------------------ | ---------------------- | ---------------------- | --------------------- | ------------------------ |
| Byggnadsnämnden                       | M          | Ture Sandén        | C                      | Heinrich Kaufmann      |                       |                          |
| Krisledningsnämnden                   | M          | Lisa Andersson     | C                      | Fredrik Hansson        |                       |                          |
| Nämnden för förskola & grundskola     | M          | Emanuel Forsell    | L                      | Elin Hysén             | S                     | Johan Tolinsson          |
| Nämnden för gymnasium & arbetsmarknad | M          | Axel Storckenfeldt | KD                     | Helena Nyborg          | S                     | Shabnam Zamani           |
| Nämnden för individ & familjeomsorg   | L          | Tommy Rydfeldt     | M                      | Marianne Pleijel       | S                     | Maj-Britt Rane Andersson |
| Nämnden för kultur & fritid           | C          | Annika Hedman      | M                      | Maria Gathendahl       |                       |                          |
| Nämnden för miljö & hälsoskydd        | M          | Niclas Nilsson     | KD                     | Peter Wesley           |                       |                          |
| Nämnden för service                   | C          | Fredrik Hansson    | M                      | Max Ramström           |                       |                          |
| Nämnden för teknik                    | L          | Monica Neptun      | M                      | Erik Lindqvist         |                       |                          |
| Nämnden för vård & omsorg             | M          | Hravn Forsne       | L                      | Monica Neptun          | S                     | Ermin Skoric             |
| Valnämnden                            | S          | Jan Byvik          | M                      | Christian Johansson    |                       |                          |

Källa:

## Ekonomi och infrastruktur

### Näringsliv
I början av 2020-talet dominerades det lokala näringslivet av den offentliga sektorn. Omkring sju procent av kommunens arbetstillfällen fanns inom tillverkningsindustrin och knappt två procent inom jordbrukssektorn. Förutom kommunen var de största arbetsgivarna regionen,  Veteranpoolen AB, A-hus AB och Mediq Sverige AB.

### Infrastruktur

#### Transporter
I nord-sydlig riktning löper E6/E20 och Västkustbanan med station i Kungsbacka som även är slutstation för Göteborgs pendeltåg, Västtrafiken. Pendeltågen stannar även vid Annebergs station och  Hede station. Lokaltrafiken Västtrafik samarbetar också med Öresundstågen, vilka stannar vid Åsa station, där det finns busstation och infartsparkering. Från Kungsbacka utgår länsväg 158 västerut.

#### Utbildning och forskning
Förutom grundskolor finns här Löftadalens folkhögskola och följande gymnasieskolor:
- Aranäsgymnasiet
- Drottning Blankas gymnasieskola
- Elof Lindälvs gymnasium
- Kungsbacka Praktiska Gymnasium
- Ljud och Bildskolan
- MoveITgymnasiet
- Sveriges Ridgymnasium Kungsbacka

Chalmers bedriver forskning vid Onsala rymdobservatorium.

## Befolkning

### Demografi

#### Befolkningsutveckling
Kommunen har 85 886 invånare (31 mars 2025), vilket placerar den på 27:e plats avseende folkmängd bland Sveriges kommuner.
| Befolkningsutvecklingen i Kungsbacka kommun 1970–2020 | Befolkningsutvecklingen i Kungsbacka kommun 1970–2020 | Befolkningsutvecklingen i Kungsbacka kommun 1970–2020 | Befolkningsutvecklingen i Kungsbacka kommun 1970–2020 | Befolkningsutvecklingen i Kungsbacka kommun 1970–2020 |
| ----------------------------------------------------- | ----------------------------------------------------- | ----------------------------------------------------- | ----------------------------------------------------- | ----------------------------------------------------- |
|                                                       |                                                       |                                                       |                                                       |                                                       |
| År                                                    |                                                       |                                                       | Folkmängd                                             |                                                       |
| 1970                                                  | 1970                                                  |                                                       | 29 007                                                |                                                       |
| 1975                                                  | 1975                                                  |                                                       | 38 353                                                |                                                       |
| 1980                                                  | 1980                                                  |                                                       | 43 536                                                |                                                       |
| 1985                                                  | 1985                                                  |                                                       | 48 760                                                |                                                       |
| 1990                                                  | 1990                                                  |                                                       | 54 220                                                |                                                       |
| 1995                                                  | 1995                                                  |                                                       | 60 915                                                |                                                       |
| 2000                                                  | 2000                                                  |                                                       | 65 113                                                |                                                       |
| 2005                                                  | 2005                                                  |                                                       | 69 817                                                |                                                       |
| 2010                                                  | 2010                                                  |                                                       | 75 025                                                |                                                       |
| 2015                                                  | 2015                                                  |                                                       | 79 144                                                |                                                       |
| 2020                                                  | 2020                                                  |                                                       | 84 930                                                |                                                       |

#### Utländsk bakgrund
Den 31 december 2014 utgjorde antalet invånare med utländsk bakgrund (utrikes födda personer samt inrikes födda med två utrikes födda föräldrar) 6 752, eller 8,63 % av befolkningen (hela befolkningen: 78 219 den 31 december 2014). Den 31 december 2002 utgjorde antalet invånare med utländsk bakgrund enligt samma definition 4 654, eller 6,99 % av befolkningen (hela befolkningen: 66 573 den 31 december 2002).

#### Invånare efter de vanligaste födelseländerna
Den 31 december 2014 utgjorde folkmängden i Kungsbacka kommun 78 219 personer. Av dessa var 5 448 personer (7,0 %) födda i ett annat land än Sverige. I denna tabell har de nordiska länderna samt de 12 länder med flest antal utrikes födda (i hela riket) tagits med. En person som inte kommer från något av de här 17 länderna har istället av Statistiska centralbyrån förts till den världsdel som deras födelseland tillhör.
| Födelseland      | Födelseland                       | Födelseland |
| ---------------- | --------------------------------- | ----------- |
| 31 december 2014 |                                   |             |
| 1                | Sverige                           | 72 771      |
| 2                | Europeiska unionen: Övriga länder | 1 058       |
| 3                | Asien: Övriga länder              | 571         |
| 4                | Finland                           | 445         |
| 5                | Polen                             | 435         |
| 6                | Tyskland                          | 373         |
| 7                | Norge                             | 367         |
| 8                | Danmark                           | 342         |
| 9                | Nordamerika                       | 263         |
| 10               | Thailand                          | 219         |
| 11               | Sydamerika                        | 210         |
| 12               | Iran                              | 208         |
| 13               | Europa utom EU: Övriga länder     | 166         |
| 14               | Afrika: Övriga länder             | 129         |
| 15               | Kina                              | 124         |
| 16               | Syrien                            | 101         |
| 17               | / SFR Jugoslavien/FR Jugoslavien  | 89          |
| 18               | Bosnien och Hercegovina           | 88          |
| 19               | Oceanien                          | 52          |
| 20               | Irak                              | 49          |
| 20               | Turkiet                           | 49          |
| 22               | Afghanistan                       | 40          |
| 23               | Island                            | 33          |
| 24               | Sovjetunionen                     | 30          |
| 25               | Somalia                           | 5           |
| 26               | Okänt födelseland                 | 2           |

## Kultur

### Kulturarv
Bland byggnadsminnen i Kungsbacka kommun hittas Äskhults by, en genuin 1800-talsby med rötter i 1600- och 1700-talen. Inga boende finns kvar, men området är skyddat som kulturreservat. Ett annat exempel är Vallda metodistkapell som invigdes 1872 och är en av landets äldsta frikyrkobyggnader. 
Bland slott i kommunen hittas Gåsevadholms slott och Tjolöholms slott. 

### Kommunvapen
Blasonering: I blått fält en Sankta Gertrudfigur av silver, hållande i höger hand en stav och i vänster en kalk, båda av guld.
Bilden kommer från ett sigill från 1580-talet. Då kyrkan i staden var helgad åt S:ta Gertrud har det antagits att bilden föreställer detta helgon, även om attributen inte riktigt stämmer. Dessa behölls dock vid fastställelsen år 1948. 2018 förtydligades att vapnet avbildar S:ta Gertrud genom att "kvinnlig helgonfigur" i blasoneringen ersattes av "Sankta Gertrudfigur". Efter kommunbildningen 1971-74 registrerades vapnet för den nya kommunen. Inga andra vapen fanns i området.

### Sport
Kommunens största idrottslag är HK Aranäs med en stor ungdomsverksamhet samt en elitsatsning där herrarna spelade i Handbollsligan säsongerna 2010-13 samt 2015-18. Klubben spelar återigen i Handbollsligan säsongen 2020/21 efter att ha vunnit Allsvenskan 2019/20.
Frillesås BK är verksam i kommunen. Den 24 februari 2018 kvalificerade sig klubben för spel i Elitserien säsongen 2018–2019, och blev därmed Hallands första lag någonsin i Sveriges högstadivision i bandy för herrar.